# Tayron Mongen
Tayron Mongen (ur. 26 października 1971) – piłkarz z Curaçao grający na pozycji obrońcy, reprezentant Antyli Holenderskich. Jego jedyny klub w karierze to UNDEBA.